# Rus'

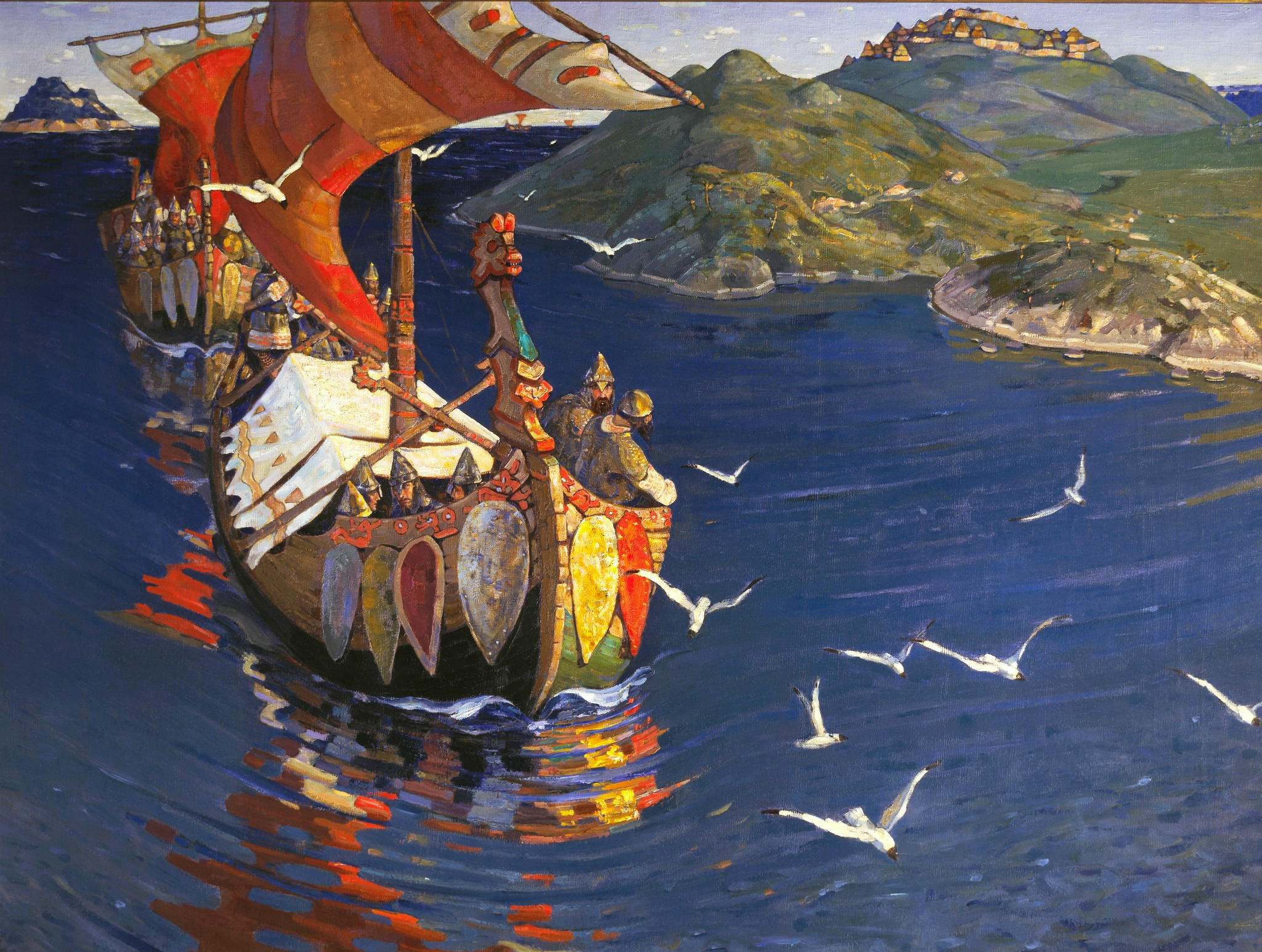
Ospiti da oltremare, Nicholas Roerich (1901)

I Rus' (in ucraino Русь, Русини, Русичі, Руси?; in russo Русь, Русичи, Русы?, /rusʲ/, "uomini che remano" negli antichi dialetti scandinavi) sono le popolazioni medievali scandinave.
La natura, l'origine e l'identità dei Rus' sono ancora molto discusse. La maggior parte degli studiosi occidentali crede che fossero un gruppo dei Variaghi e specificamente Norreni. Secondo la Cronaca degli anni passati, compilata nel 1113 circa, i Rus' si erano trasferiti "da oltre il mare", dapprima in Europa nord-orientale, creando una prima comunità che cadde infine sotto il comando di Rjurik. Due parenti di Rjurik, Askold e Dir, scesero lungo il fiume Dnieper e presero il controllo della città di Kiev; con l'arrivo dei primi Variaghi, la regione degli slavi di Kiev sarebbe stata conosciuta come Terra di Rus'.
In seguito il successore di Rjurik, Oleg, conquistò Kiev e rovesciò Askold e Dir, fondando la Rus' di Kiev. I discendenti di Rjurik, i Rjurikidi, furono la dinastia dominante della Rus' (dopo l'882), e dei principati creati nell'area un tempo occupata dalla Rus' di Kiev, il Principato di Galizia-Volinia (dopo il 1199), il Principato di Černihiv, la Repubblica di Novgorod, il Regno di Rus' (1253-1349), il Principato di Vladimir-Suzdal', il Granducato di Mosca e i fondatori dello Zarato di Russia.

## Etimologia

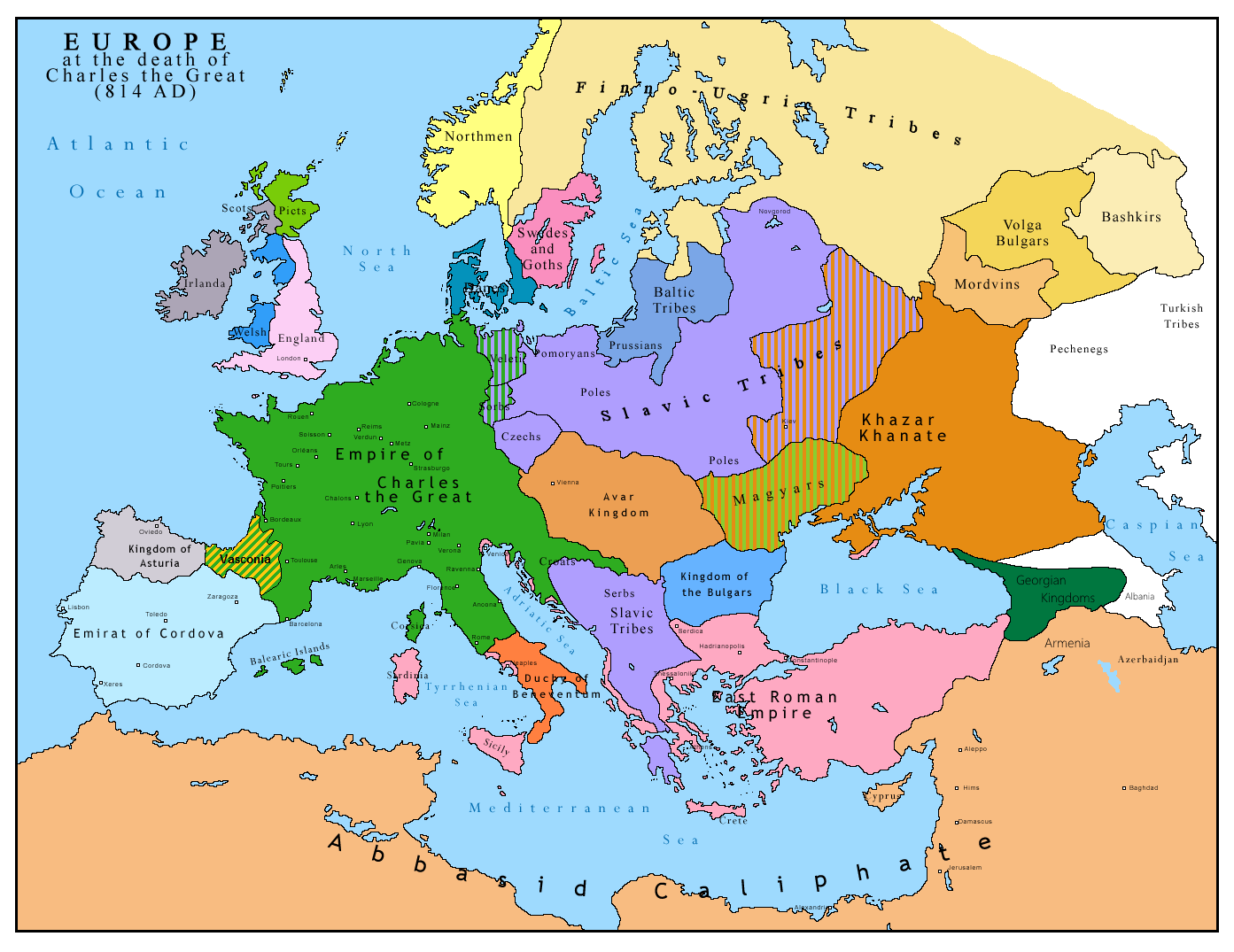
L'Europa nel IX secolo. Roslagen è ubicata lungo la costa della punta settentrionale dell'area in rosa contrassegnata "Swedes and Goths".

Secondo la teoria più accreditata, il termine rus', con cui le popolazioni slave e finniche indicavano alcune stirpi di variaghi (o vichinghi) dovrebbe derivare dalla radice norrena roðs o roths usata in ambito nautico con il significato di "gli uomini che remano", in quanto remare era il principale modo di navigare i fiumi dell'Europa orientale e poteva essere legato all'area costiera svedese di Roslagen (Rus-law) o Roden, come era noto nei tempi antichi. Il nome Rus' avrebbe allora la stessa origine dei nomi usati nelle lingue finlandese ed estone per indicare gli Svedesi, Ruotsi e Rootsi. In seguito la parola Rus' passò ad indicare non solamente più l'aristocrazia scandinava dell'Europa dell'Est ma tutte le popolazioni che risiedevano nei domini di questa.

## Fonti principali

### Fonti slave
Secondo la più antica cronaca slava orientale, la Cronaca degli anni passati, i Rus' erano un gruppo di Variaghi che vivevano, insieme ad altri gruppi come gli Svedesi e i Gotlandi, sull'altro lato del Mar Baltico, in Scandinavia e fino alle terre degli inglesi e di francesi. I Variaghi furono prima espulsi, poi invitati a governare le tribù slave e finniche di Novgorod, in guerra tra loro:
(Cronaca degli anni passati)
In seguito, ci dice la Cronaca degli anni passati, essi conquistarono Kiev e crearono lo stato della Rus' di Kiev (che, come concorda la maggior parte degli storici, fu preceduta dal Khaganato di Rus'). Il territorio che essi conquistarono prese il nome da loro come anche, alla fine, la popolazione locale (vedi la sezione precedente Etimologia per ulteriori dettagli).

### Fonti islamiche

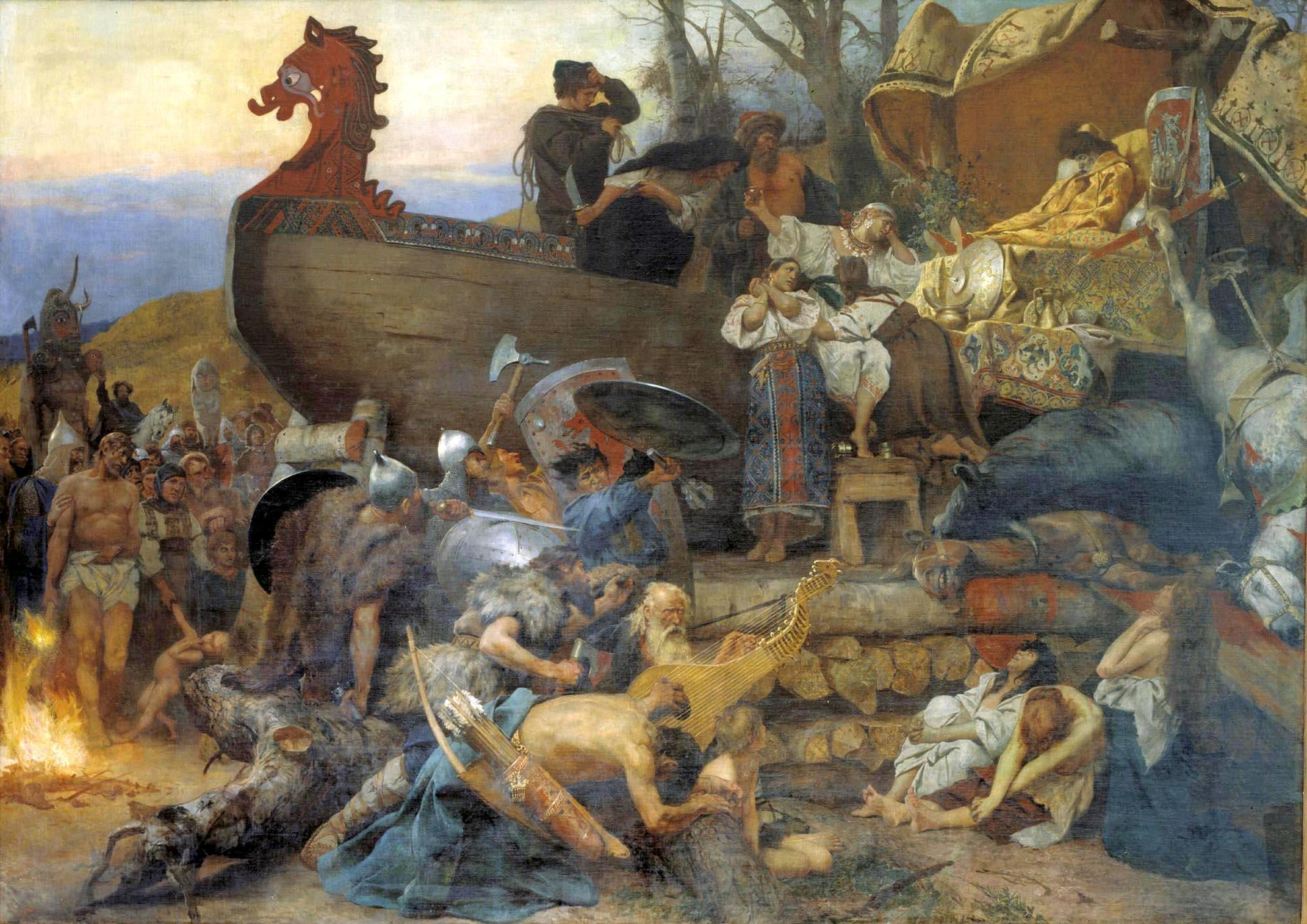
Nave funeraria di un condottiero rus' come descritta dal viaggiatore arabo Ahmad ibn Fadlan che visitò la Rus' di Kiev nel X secolo. Henryk Siemiradzki (1883)

Ibn Hawqal e altre due antiche fonti islamiche come Muhammad al-Idrisi, che le avrebbe seguite più tardi, distinguono tre gruppi dei Rus': Kuyavia, Slavia e Arcania. Nella storiografia tradizionale russo-sovietica (come rappresentata da Boris Rybakov), questi furono identificati, con alcune incertezze, con i "centri tribali" di Kiev, Novgorod e Tmutarakan.
Il diplomatico e viaggiatore musulmano Ahmad ibn Fadlan, che visitò la Bulgaria del Volga nel 922, descrisse i Rus' (Rūsiyya) in termini che si dice ricordino i Norreni:
(Gwyn Jones, A History of the Vikings)
A parte il resoconto di Ibn Fadlan, la teoria normannista attinge fortemente dalle prove del viaggiatore persiano Ibn Rusta che visitò presumibilmente Novgorod (o Tmutarakan', secondo George Vernadsky) e descrisse come i Rus' sfruttavano gli Slavi.
(Ibn Rusta, National Geographic, marzo 1985)
Nel suo Trattato sulle Regioni dell'891, il geografo musulmano Ya'qubi menziona il sacco di Siviglia dell'844 da parte dei Vichinghi, notando che la città era stata penetrata da "al-Majūs [Vichinghi] che sono chiamati al-Rūs, che massacrarono, bruciarono e depredarono i prigionieri".

### Fonti bizantine
Quando i Variaghi apparvero per la prima volta a Costantinopoli (la spedizione dei Rus' in Paflagonia intorno all'820 e l'assedio di Costantinopoli nell'860), sembra che i Bizantini avessero percepito i Rhós (greco: Ῥώς) come un popolo diverso dagli Slavi. Almeno nessuna fonte dice che siano parte della etnia slava. Caratteristicamente, pseudo-Symeon Magister si riferisce ai Rhos come Δρομῖται (traslitterato Dromîtai), che in greco richiama la parola "corsa", per suggerire la rapidità dei loro spostamenti sulle vie d'acqua.
Nel suo trattato De Administrando Imperio, Costantino VII descrive i Rhos come i vicini dei Peceneghi che comprano da questi ultimi mucche, cavalli e pecore "perché nessuno di questi animali si può trovare in Rhosia". La sua descrizione rappresenta i Rus' come una tribù guerriera settentrionale. Costantino enumera anche i nomi delle cateratte del Dnepr sia nella lingua rhos che in quella "slava". I nomi rhos hanno una distinta etimologia germanica:
- Essoupi (norreno vesuppi, "non dormono")
- Oulvorsi (norreno holmfors, "rapida dell'isola")
- Gelandri (noreno gjallandi, "urlante, squillante forte")
- Aeifor (norreno eiforr, "sempre feroce")
- Varouforos (norreno varufors, "rapida della scogliera" o barufors, "rapida dell'onda")
- Leanti (norreno leandi, "ribollente", o hlæjandi, "ridente")
- Stroukoun (norreno strukum, "corrente rapida").

I trattati Rus'-bizantini offrono una preziosa comprensione dei nomi dei Rus'. Dei quattordici Rus' firmatari del trattato Rus'-bizantino nel 907, tutti avevano nomi norreni. In occasione del trattato Rus'-bizantino del 945, alcuni firmatari dei Rus' avevano nomi slavi, mentre la grande maggioranza aveva nomi norreni.

### Fonti europee occidentali
Il primo documento storico dell'Europa occidentale in cui viene citato un popolo chiamato Rus' sono gli Annales Bertiniani, una raccolta di cronache scritta da vari autori franchi e riferita agli anni fra l'830 e l'882. Gli Annali raccontano che la corte dell'imperatore Ludovico il Pio a Ingelheim, nell'839, fu visitata da una delegazione dell'imperatore bizantino. In questa delegazione vi erano due uomini che si chiamavano Rhos (Rhos vocari dicebant). Luigi indagò sulle loro origini e apprese che erano svedesi. Temendo che fossero spie dei loro fratelli germanici, i Dani, li incarcerò. Successivamente, nel X e XI secolo, le fonti latine confusero abitualmente i Rus' con la tribù germanica orientale estinta dei Rugi. Olga di Kiev, per esempio, era designata in un manoscritto come una regina rugia.
Un'altra fonte viene da Liutprando di Cremona, un monaco di famiglia longobarda del X secolo che, in un rapporto da Costantinopoli al sacro romano imperatore Ottone I, scrisse che aveva incontrato "i Rus, che noi conosciamo con il nome di Norreni".

## Storia

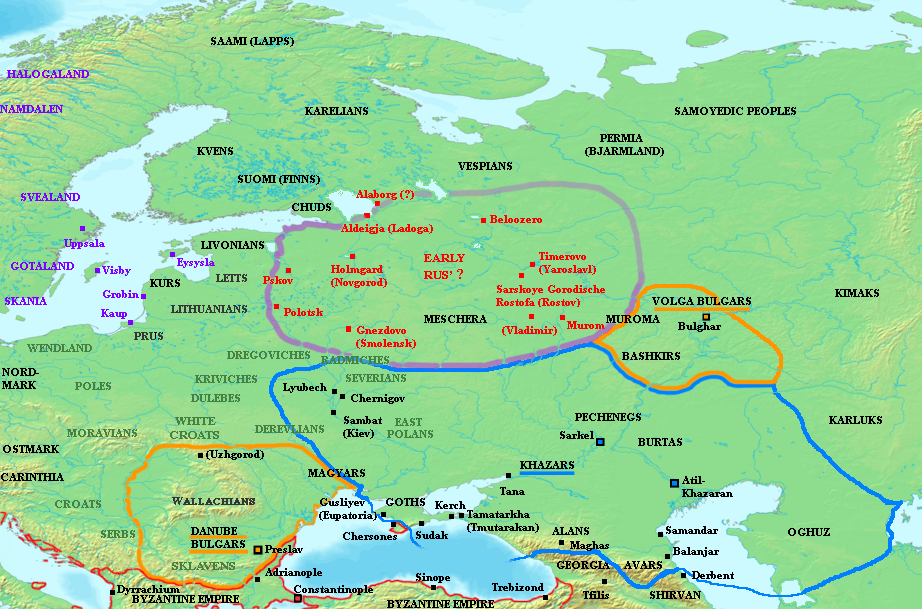
Mappa che mostra l'insediamento variago (in rosso) e l'ubicazione delle tribù slave (in grigio), a metà del IX secolo. L'influenza cazara è indicata con il contorno blu.

Avendo colonizzato Aldeigja (Ladoga) negli anni 750, i coloni scandinavi svolsero un importante ruolo nella prima etnogenesi del popolo rus' e nella formazione del Khaganato di Rus'. I Varangiani (Variaghi, in antico slavo orientale) sono menzionati per la prima volta nella Cronaca degli anni passati che avevano riscosso tributo dalle tribù slave e finniche nell'859. Era il tempo della rapida espansione dei Vichinghi nell'Europa settentrionale; l'Inghilterra cominciò a pagare il Danegeld (ossia il tributo ai Danesi) nell'859, e i Curi di Grobin affrontarono un'invasione da parte degli Svedesi all'incirca nello stesso periodo.
Sulla base di considerazioni in gran parte di tipo geografico, si è spesso sostenuto che la maggior parte dei Variaghi che viaggiarono e si stabilirono nelle terre del Baltico orientale, della moderna Federazione Russa e nelle terre del sud venissero dall'area della moderna Svezia.
I Variaghi lasciarono numerose pietre runiche nella loro nativa Svezia che raccontano dei loro viaggi in quelle che sono oggi la Russia, l'Ucraina, la Grecia e la Bielorussia. La maggior parte di queste pietre runiche si possono vedere ancora oggi, e sono un'eloquente testimonianza storica. Le pietre runiche variaghe raccontano di molte notevoli spedizioni di quel popolo, e danno perfino conto del fato di singolo guerrieri e viaggiatori.
I Norreni ebbero presumibilmente una qualche influenza duratura sui Rus', come testimoniato dai prestiti linguistici (questi persistono dall'alfabeto glagolitico presso l'Adriatico anteriormente e al di fuori di qualsiasi norreno), quali yabeda "persona lamentosa" (da æmbætti, embætti "ufficio"), skot "bestiame" (? da skattr "tassa") e knut (da knútr, "un legno nodoso"). Inoltre, anche tre nomi nordici dei primi sovrani Variaghi divennero popolari tra i Rjurikidi posteriori e poi tra i popoli slavi orientali in generale: Oleg (Helgi), Olga (Helga) e Igor (Ingvar).

## Studi accademici

### Normannismo
Il resoconto occidentale dell'insediamento dei Norreni fu presentato ai Russi dallo storico tedesco Gerhard Friedrich Müller (1705-1783), che fu invitato a lavorare all'Accademia russa delle scienze nel 1748. All'inizio di un importante discorso nel 1749, Müller dichiarò che i "gloriosi Scandinavi conquistarono tutte le terre russe con le loro vittoriose armi". Questa affermazione suscitò molta collera nei cuori del suo pubblico russo e gli procurò molta animosità durante la sua carriera professionale in Russia. Il resto del discorso rappresentava un lungo elenco delle sconfitte russe da parte dei Germani e degli Svedesi, e Müller fu costretto a troncare la sua conferenza dalle grida di collera provenienti dal pubblico. Le critiche sferzanti da Lomonosov, Krašeninnikov e altri storici russi fecero sì che Müller fosse costretto a sospendere il suo lavoro sul tema fino alla morte di Lomonosov. Sebbene il testo stampato della conferenza originale fosse distrutto, Müller riuscì a ricostruirlo e lo fece ristampare come Origines Rossicae nel 1768.
Vi furono, tuttavia, alcuni storici russi che accettarono questo resoconto storico — inclusi Nikolaj Karamzin (1766-1826) e il suo allievo Michail Pogodin (1800-75) — dando credito alle asserzioni della Cronaca degli anni passati che i Variaghi fossero stati invitati dagli Slavi orientali per governarli e portare ordine. La teoria non era priva di implicazioni politiche. Secondo Karamzin la migrazione norrena formava la base e la giustificazione dell'autocrazia russa (contrapposta all'anarchia del periodo prerjurikide), e Pogodin usò la teoria per avanzare la sua visione che la Russia fosse immune alle rivolte sociali e alle rivoluzioni, perché lo stato russo aveva avuto origine da un trattato volontario tra il popolo di Novgorod e i sovrani variaghi.
Gli studi genetici nel "Family Tree DNA - Rurikid Dynasty Project" ("Progetto Dinastia rjurikide - DNA dell'albero genealogico") supportano la teoria norrena, accertando che l'origine del DNA del ramo monomaco (i discendenti di Vladimir II Monomaco) dei discendenti rjiurikidi è coerente con gli abitanti scandinavi dell'Uppland, a nord di Stoccolma in Svezia.

### Antinormannismo

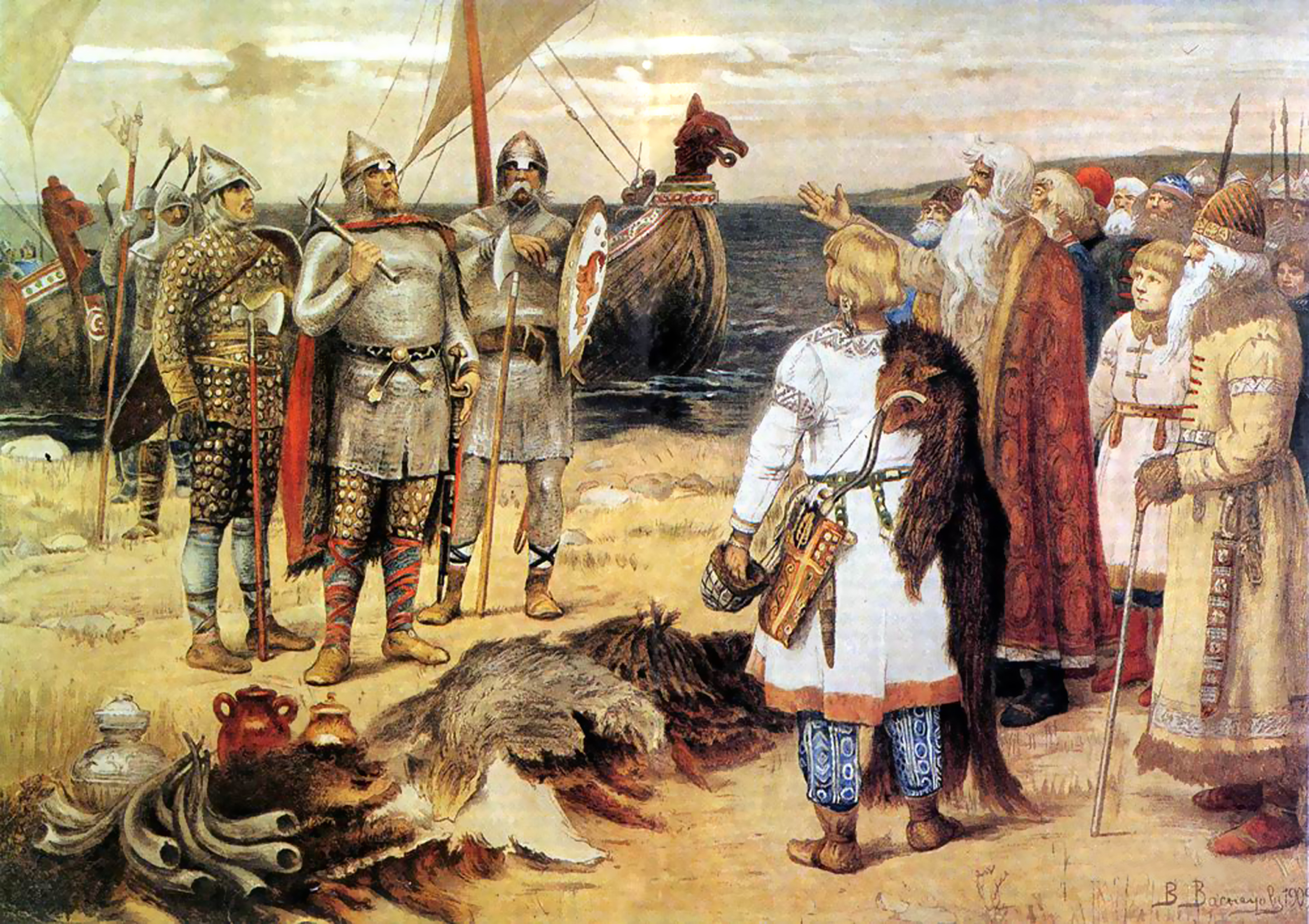
L'invito dei Variaghi di Viktor Vasnecov: Rjurik e i suoi fratelli Sineus e Truvor arrivano nelle terre degli Slavi di Ilmen.

A partire da Lomonosov (1711-1765), gli studiosi dell'Europa orientale hanno criticato l'idea degli invasori norreni. All'inizio del XX secolo, la tradizionale dottrina antinormannista (come articolata da Dmitrij Ilovajskij) sembrava aver perso diffusione, ma nella Russia stalinista le argomentazioni antinormanniste furono fatte rivivere e adottate nella storiografia ufficiale sovietica. Michail Artamonov spicca tra coloro che tentarono di riconciliare entrambe le teorie ipotizzando che lo stato kievano unì i Rus' meridionali (di ceppo slavo) con i Rus' settentrionali (di ceppo germanico) in un'unica nazione.
Il più fedele assertore delle visioni antinormanniste nel periodo successivo alla Seconda guerra mondiale fu Boris Rybakov, che sostenne che il livello culturale dei Variaghi non avrebbe potuto garantire un invito dagli Slavi culturalmente avanzati. Questa conclusione porta gli slavisti a contraddire la Cronaca degli anni passati, che scrive che i Rus' variaghi furono "invitati" (si parla di nazvan'je, 'chiamata') dagli Slavi nativi. Rybakov assumeva che Nestore, autore putativo della Cronaca, fosse prevenuto contro il partito pro-greco di Vladimir Monomaco e sostenesse il partito pro-scandinavo del principe regnante Svjatopolk. Egli cita Nestore come un manipolatore pro-scandinavo e confronta il suo resoconto dell'invito di Rjurik con numerose storie simili che si trovano nel folclore di tutto il mondo.
Ci sono state non poche origini alternative, non normanniste proposte per la parola Rus, sebbene nessuna sia stata avallata nella visione accademica tradizionale occidentale:
- Tre primi imperatori dell'Impero urartico nel Caucaso dall'VIII al VI secolo a.C. avevano i nomi Russa I, Russa II e Russa III, documentati nei monumenti cuneiformi.
- La leggenda medievale ucraina e polacca di tre fratelli, fondatori di tre nazioni slave, uno dei quali di nome Rus, aveva il suo precedente anche in una leggenda molto simile degli antichi Armeni quasi con lo stesso nome classico (studi di D. J. Marr). Inoltre, Kiev fu fondato secoli prima del dominio rus'.
- L'antica tribù sarmatica dei Roxolani (dall'osseto, ruhs "luce"; R русые волосы /rusyje volosy/ "capelli biondo chiari"; cf. la definizione del dizionario di Dal' di Русь /rus/: Русь ж. в знач. мир, белсвет. Rus, fig. mondo, universo [белсвет: lett. "mondo bianco", "luce bianca"]).
- Dal nome antico slavo che significava "gente del fiume" (tribù di pescatori e contadini che si stabilirono vicino ai fiumi Dnepr, Don, Dnestr e Daugava ed erano noti per navigarli). La radice rus è preservata nelle parole moderne slave e russe "ruslo" ("letto di fiume"), "rusalka" (folletto di fiume), ecc.
- Da uno di due fiumi in Ucraina (vicino a Kiev e Perejaslav), Ros e Rusna, i cui nomi sono derivati da un termine slavo postulato per acqua, simile a rosa ("rugiada") (legato alla suddetta teoria).
- Una parola slava rusy (si riferisce solo al colore dei capelli dal biondo cenere scuro al biondo chiaro), affine a ryžy ("dai capelli rossi") e all'inglese red.
- Una parola protoslava postulata per orso, affine al greco arctos e al latino ursus.

Secondo F. Donald Logan (The Vikings in History, cit. da Montgomery, p. 24), "nell'839, i Rus' erano svedesi. Nel 1043, i Rus' erano slavi". Gli Scandinavi furono assimilati e, diversamente dai loro fratelli in Inghilterra e in Normandia, lasciarono una scarsa eredità culturale in Europa orientale. Questa quasi assenza di tracce culturali (oltre a vari nomi, come discusso sopra, e presumibilmente al sistema del veče di Novgorod, paragonabile al thing in Scandinavia), è notevole e gli slavisti chiamano perciò i Vichinghi "camaleonti culturali", che vennero, governarono e poi scomparvero, lasciando poche tracce culturali nell'Europa orientale.

### Al di là del dibattito normannisti/antinormannisti
Gli studiosi come Omeljan Pritsak e Horace G. Lunt offrono spiegazioni che vanno al di là di semplicistici tentativi di attribuire "etnie" sulla base dell'interpretazione prima facie di prove letterarie, filologiche e archeologiche. Essi vedono i Rus' come clan disparati, e spesso mutuamente antagonisti, di guerrieri e mercanti carismatici, che formarono reti di ampia portata attraverso il Mare del Nord e il Mar Baltico. Essi erano una "comunità multietnica, multilinguistica e non territoriale di nomadi del mare e di insediamenti commerciali" che conteneva numerosi Norreni, ma ugualmente Slavi, Balti e Finni.
Gli argomenti avanzati sia dai normannisti sia dagli antinormannisti "non sono dirimenti a favore dell'una o dell'altra tesi, qualora si voglia cercare nel termine Rus' una definita accezione etnica o nazionale oppure si voglia intendere la nascita della Russia storica come frutto di una conquista militare da parte di guerrieri svedesi". Invece, analizzando le varie fonti (specialmente arabe e bizantine), appare ragionevole l'ipotesi che "la Rus' non fosse un gruppo etnico o tribale, bensì una sorta di corporazione o, meglio, un'organizzazione mercantile multietnica. All'interno di questa prese avvio assai per tempo un processo di reciproca assimilazione tra le diverse componenti (scandinava, forse inizialmente egemone, slava, baltica e finnica) che solo gradualmente avrebbe portato la parte slava (o slavizzata) a diventare dominante".
Benché sembri che tutti i loro nomi fossero originariamente scandinavi, questo potrebbe riflettere la posizione sacrale detenuta dall'isola di Uppsala. Le prove fornite dalla Cronaca degli anni passati, scritta circa tre secoli più tardi, non possono essere prese come un resoconto storiografico accurato; perché i racconti di "migrazione" da terre lontane erano topoi letterari comuni usati dai sovrani per legittimare il loro temporaneo dominio differenziandosi al tempo stesso dalle tribù dei loro sudditi "baltici" e "slavi". Toločko sostiene che "la storia del viaggio del clan reale è un espediente con la propria funzione all'interno della narrazione della cronaca. ... Eppure se lo prendiamo per quello che effettivamente è, se accettiamo che non è una descrizione etnografica documentaria del decimo secolo, ma una origo gentis medievale magistralmente costruita da un clerico cristiano degli inizi del XII secolo, allora dobbiamo riconsiderare la narrazione accademica consolidata della prima fase della storia europea orientale, che deve così tanto alla Cronaca degli anni passati.
Numerosi manufatti di foggia scandinava sono stati trovati nella Russia settentrionale. Tuttavia, gli scambi tra le coste settentrionali e meridionali del Baltico si erano verificati fin dall'età del ferro (benché limitati alle aree immediatamente costiere). La Russia settentrionale e le terre finniche adiacenti erano divenute un proficuo terreno d'incontro per popoli di diverse origini, specialmente per il commercio di pellicce, e attrassero la presenza di argento orientale dalla metà dell'VIII secolo. C'è un'innegabile presenza di merci e di persone di origine scandinava; tuttavia, la popolazione predominante rimasero i raccoglitori-cacciatori locali (baltici e finnici).
Il crescente volume di competizione commerciale e interna necessitava di forme più elevate di organizzazione. Pare che i Rus' emulassero aspetti dell'organizzazione politica cazara — di qui l'apparizione di un chaganus rus' alla corte carolingia nell'839 (Annales Regni Francorum). La legittimazione fu ricercata adottando una "cultura elevata" cristiana e linguisticamente slava che divenne la Rus' di Kiev. Le sepolture (tombe "a camera" o "dei servitori") attribuite alla Rus' di Kiev hanno una somiglianza superficiale con i presunti prototipi scandinavi — solo la costruzione delle tombe era simile, mentre l'assortimento di manufatti di accompagnamento, l'inclusione delle armi, dei cavalli e delle ragazze schiave non hanno paralleli in Scandinavia. Inoltre, vi è il dubbio se gli emergenti Rus' di Kiev fossero lo stesso clan dei "Rus" che visitarono i Carolingi nell'839 o che attaccarono Costantinopoli nell'860.
La stessa ascesa di Kiev è misteriosa. Priva di qualsiasi ritrovamento di dirrham d'argento nell'VIII secolo, era situata ad ovest delle proficue reti commerciali delle pellicce e dell'argento che si estendevano dal Baltico alle terre musulmane, attraverso i bacini del Volga-Kama. Presso la collina principale di Kiev, le fortificazioni e altri simboli di consolidamento e di potere appaiono dal IX secolo, precedendo così l'apparizione letteraria dei "Rus" nella regione del medio Dnepr. Verso il X secolo, le pianure intorno a Kiev avevano estesi insediamenti in stile "slavo", e ci sono prove di commerci crescenti con le terre bizantine. Questo potrebbe aver attratto spostamenti dei Rus', e un cambiamento al potere, dal nord a Kiev. Così, non sembra che Kiev si sia evoluta dall'infrastruttura delle reti commerciali scandinave, ma piuttosto essa ne prese il controllo con la forza; come evidenziato dalla distruzione di numerosi insediamenti commerciali anteriori nel nord, compresa la famosa Staraja Ladoga.